# Villa des Tulipes
La villa des Tulipes est une voie sans issue située dans le quartier des Grandes-Carrières du 18e arrondissement de Paris, en France.

## Situation et accès
La villa des Tulipes est une voie publique et piétonnière située dans le nord du 18e arrondissement de Paris, sur une étroite bande de terrain entre l'ancienne ligne de Petite Ceinture au sud et le boulevard Ney au nord. Il s'agit d'une voie rectiligne de près de 200 m de long et 3 m de large, orientée ouest-sud-ouest/est-nord-est. Elle débute à l'est entre les 101 et 103, rue du Ruisseau et se termine en impasse à l'ouest. L'impasse Alexandre-Lécuyer lui est parallèle.
La numérotation des immeubles débute au niveau de son débouché sur la rue du Ruisseau. Les numéros augmentent en direction du bout de la villa, les numéros impairs à gauche et les numéros pairs à droite.

## Origine du nom
Le nom de cette voie lui a été donné par les propriétaires riverains.

## Historique
La zone occupée par la villa des Tulipes fait à l'origine partie de la commune de Montmartre. Elle n'est pas encore indiquée comme urbanisée sur les cadastres de la première moitié du XIXe siècle et est alors appelée les « Hautes-Malassis ». En 1860, la commune de Montmartre est absorbée lors de l'agrandissement de Paris. L'urbanisation date de cette époque. 
Avant 1877, la voie est appelée « impasse Malassis » ; sur le cadastre de 1877, elle porte le nom d'« impasse du Ruisseau ». Son nom actuel date du 7 janvier 1954 et lui est attribué par les propriétaires riverains.